# Angie Sage
Angie Sage är en brittisk barnboksförfattare. De två första delarna i serien om Septimus Heap utkom 2006.
Angie Sage bor och skriver i ett hus intill en flod i Cornwall, England. När hon inte skriver om familjen Heap seglar hon gärna med sin båt Muriel. Angie har tidigare skrivit och illustrerat flera böcker för unga läsare. Magi, bok ett i böckerna om Septimus Heap, var hennes första roman. 

## Titlar
- Septimus Heap
- Magi - Magyk (2005)
- Skuggan - Flyte (2006)
- Alkemisten - Physik (2007)
- Sökandet - Queste (2008)
- Sirenen - Syren (2009)
- Mörkret - Darke (2011)
- Elden - Fyre (2013)

- Araminta Spookie
- Mitt spökhus My Haunted House (2006)
- Svärdet i grottan The Sword in the Grotto (2006)
- Grodnapparen Frognapped (2007)
- Vampyren Vampire Brat (2007)
- Ghostsitters (2008)
- Gargoyle Hall (2015)
- Skeleton Island (2016)

- Molly
- Molly and the Party (2007)
- Molly at the Dentist (2007)